# Großer Blauer Krake
Der Große Blaue Krake (Octopus cyanea, Syn.: Octopus cyanus) ist ein großer Kopffüßer aus der Ordnung der Kraken. Er lebt im Pazifischen und Indischen Ozean von Hawaii bis an die afrikanische Ostküste.

## Merkmale
Der Große Blaue Krake ist eine große Krakenart mit einer maximalen Länge von 120 Zentimetern und einem Gewicht bis 4 Kilogramm. Er hat einen runden bis langgezogenen Mantel, die Haut ist glatt ohne Papillen und besitzt einige große Tuberkel. Oberhalb der Augen besitzen die Tiere jeweils einen Cirrhus, in der Regel mit zwei sekundären kleineren Tuberkeln. Der Mantel ist meliert und netzartig gezeichnet, die Arme besitzen violettbraune Flecken. Zwischen den Augen und der Basis der Arme III und IV befindet sich je ein dunkel violettfarbener Augenfleck. Die Arme sind robust und gestaucht, der vierte Arm ist etwas länger als die ansonsten gleich langen Arme. Der Arm III trägt bei den Männchen den Hectocotylus, der Calmus und die Ligula sind dabei sehr klein mit 0,4 bis 1,4 % der Armlänge und die Ligula-Grube ist mit 10 Rippen ausgestattet. Die Seitenzweige der Kiemen besitzen jeweils 10 Filamente.

## Verbreitung
Der Große Blaue Krake kommt im Pazifischen und Indischen Ozean von Hawaii bis an die afrikanische Ostküste vor. Er lebt in warmen tropischen Gewässern einschließlich dem Roten Meer sowie  den Küstengewässern von Indien und Australien. Er lebt benthisch, also am Meeresboden, in flachen Gewässerzonen sowie in Korallenriffen.

## Lebensweise

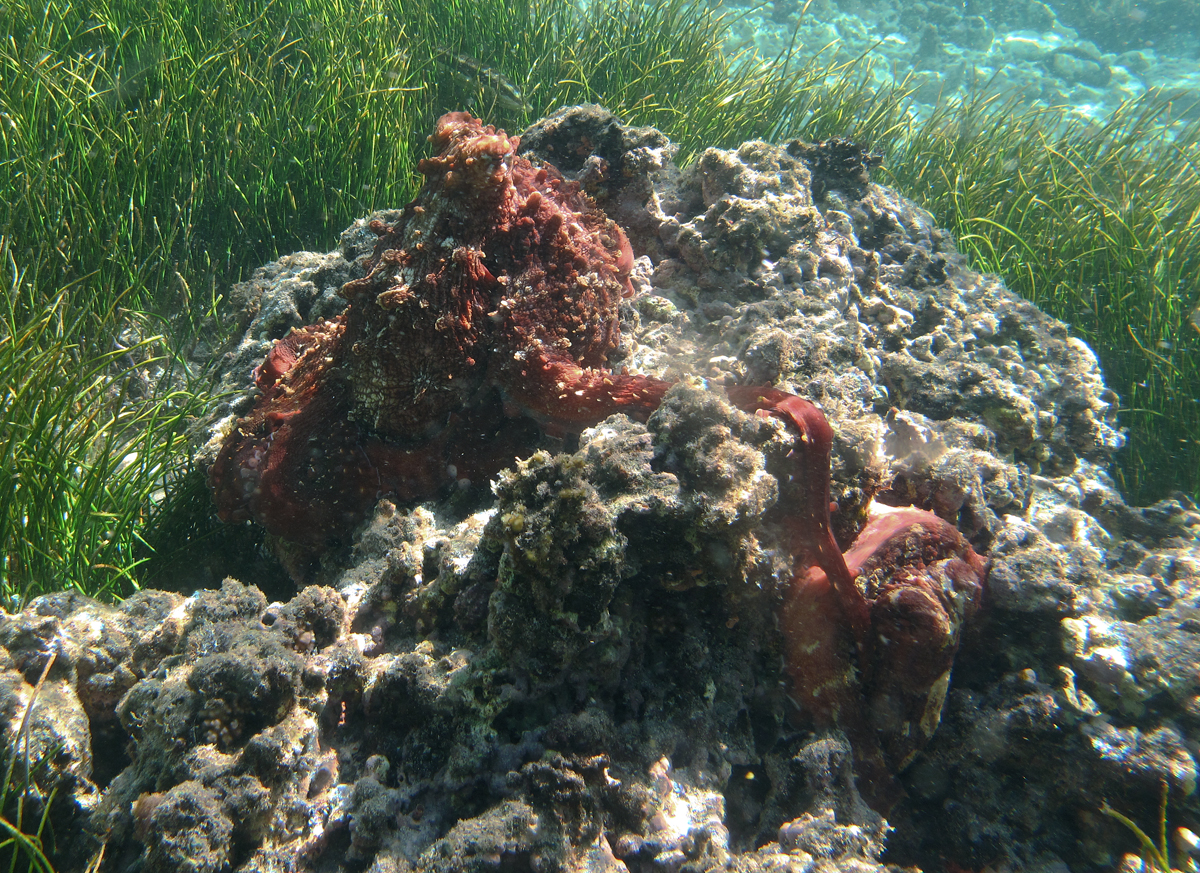
Große Blaue Kraken bei der Paarung

Der Große Blaue Krake gehört zu den wenigen Arten der Kraken, die tagsüber auf Nahrungssuche gehen. Er ernährt sich wie andere Kraken vor allem von anderen wirbellosen Tieren. Nach Einzelbeobachtungen beginnt die Nahrungssuche am frühen Morgen und weist am späten Nachmittag einen weiteren Aktivitätshöhepunkt auf. Einzelne Suchaktivitäten finden im Bereich von durchschnittlich etwa 80 Metern statt und dauern etwa 120 Minuten, können sich jedoch auch auf bis zu sechs Stunden ausdehnen. Dabei suchen die Tiere verschiedene Substrate ab und greifen mit ihren Armen tief in Korallenhöhlen, dabei bewegen sie sich in einem „Stop-und-Go“-Modus und schwimmen anschließend zu ihrer Höhle zurück. Mit den Augen scannen die Tiere vor allem die Umgebung nach potenziellen Feinden und suchen die Oberflächen ab.

## Systematik
Der Große Blaue Krake wird als eigenständige Art innerhalb der Gattung Octopus eingeordnet. Die wissenschaftliche Erstbeschreibung stammt von John Edward Gray aus dem Jahr 1849. Synonyme sind Octopus marmoratus Hoyle, 1885 und Octopus horsti Joubin, 1898.

## Wirtschaftliche Bedeutung

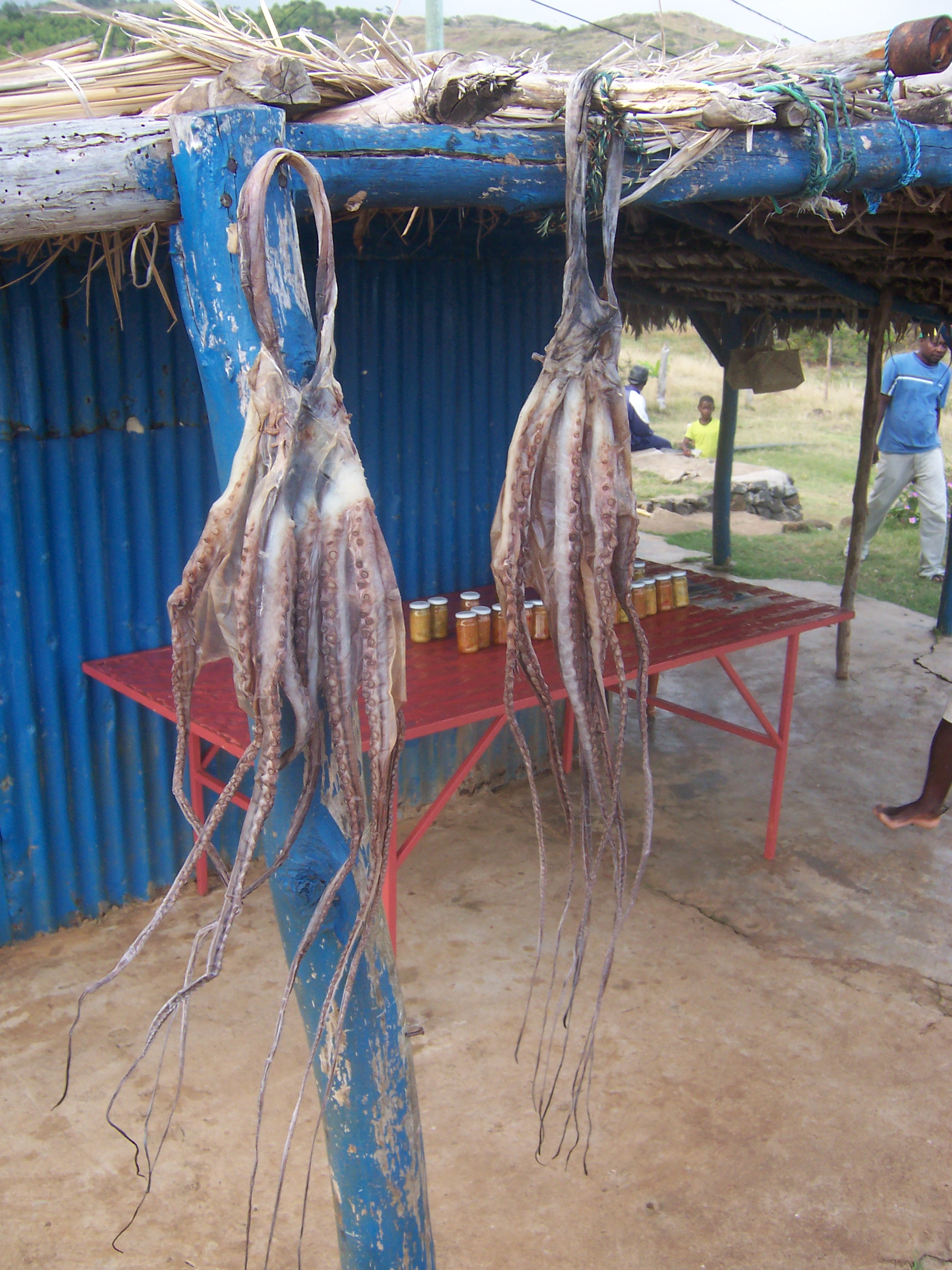
Zum Trocknen aufgehängte Große Blaue Kraken auf der Insel Rodrigues

Der Große Blaue Krake wird in den meisten Regionen seines Verbreitungsgebietes gefischt und gehört zu den wirtschaftlich wichtigsten Kopffüßern im Riffbereich dieser Regionen. Der Fang erfolgt in der Regel über Fallen sowie durch Speerfischerei, wobei die Tiere mit Lichtquellen angelockt werden.

## Belege
1. 1 2 3 4 5  Clyde F.E. Roper; Michael J. Sweeney: FAO Species Catalogue Vol. 3. Cephalopods of The World. An Annotated and Illustrated Catalogue of Species of Interest to Fisheries. FAO Fisheries Synopsis No. 125, Bd. 3, Rom 1984. S. 196 (Volltext).
2. 1 2  John W. Forsythe, Roger T. Hanlon: Foraging and associated behavior by Octopus cyanea Gray, 1849 on a coral atoll, French Polynesia. Ecology 209 (1–2), 3. Februar 1997. S 15–31, doi:10.1016/S0022-0981(96)00057-3.